# Maywood (Kalifornien)
Maywood ist eine Stadt im Los Angeles County im US-Bundesstaat Kalifornien. Das U.S. Census Bureau hat bei der Volkszählung 2020 eine Einwohnerzahl von 25.138 ermittelt. 
Die Stadt liegt bei den geographischen Koordinaten 33,99° Nord, 118,19° West. Das Stadtgebiet hat eine Größe von 3,04 km².

## Persönlichkeiten
- Sam Ermolenko (* 1960), US-amerikanischer Motorrad-Rennfahrer
- Dana Plato (1964–1999), US-amerikanische Schauspielerin